# 임바발라
임바발라(Imbabala, 학명: Tragelaphus sylvaticus)는 아프리카에 서식하는 영양의 일종이다. 사하라 이남 아프리카에서 널리 분포하는 부시벅(Bushbuck)의 하나이다.